# Bloom (album)
Bloom – drugi album studyjny australijskiego piosenkarza Troye’a Sivana, który ukazał się 31 sierpnia 2018 roku nakładem wytwórni muzycznej EMI Music Australia oraz Capitol. Nad płytą pracowali tacy producenci, jak: Oscar Holter, Alex Hope, Bram Inscore, Jam City, Oscar Görres, Ariel Rechtshaid, Buddy Ross, Bobby Krlic oraz Nick Monson. Pierwszym singlem promującym krążek został wydany 10 stycznia 2018 roku utwór „My My My!”. 
W ramach promocji albumu zaplanowano trasę koncertową Bloom Tour, której pierwszy koncert odbędzie się 21 września 2018 roku w Irving w Stanach Zjednoczonych.

## Lista utworów
| Nr  | Tytuł utworu                              | Autorzy                                                              | Produkcja                                                          | Długość |
| --- | ----------------------------------------- | -------------------------------------------------------------------- | ------------------------------------------------------------------ | ------- |
| 1.  | „Seventeen”                               | Troye Sivan Mellet, Brett McLaughlin, Alexandra Hughes, Bram Inscore | Inscore                                                            | 3:38    |
| 2.  | „My My My!”                               | Mellet, McLaughlin, Oscar Görres, James Alan Ghaleb                  | Görres                                                             | 3:25    |
| 3.  | „The Good Side”                           | Mellet, McLaughlin, Inscore, Hughes, Jack Latham, Ariel Rechtshaid   | Rechtshaid, Inscore, Jam City                                      | 4:29    |
| 4.  | „Bloom”                                   | Mellet, McLaughlin, Oscar Holter, Peter Svensson                     | Holter                                                             | 3:42    |
| 5.  | „Postcard (featuring Gordi)”              | Mellet, Sophie Payten, Inscore                                       | Inscore                                                            | 3:36    |
| 6.  | „Dance to This (featuring Ariana Grande)” | Mellet, McLaughlin, Holter, Noonie Bao                               | Holter                                                             | 3:51    |
| 7.  | „Plum”                                    | Mellet, McLaughlin, Ghaleb, Hughes, Görres                           | Görres                                                             | 3:06    |
| 8.  | „What a Heavenly Way to Die”              | Mellet, McLaughlin, Hughes, Inscore                                  | Inscore                                                            | 3:07    |
| 9.  | „Lucky Strike”                            | Mellet, Alex Hope                                                    | Hope                                                               | 3:28    |
| 10. | „Animal”                                  | Mellet, McLaughlin, Inscore, Hughes, Latham, Rechtshaid              | Rechtshaid, Inscore, Buddy Ross, Jam City, McLaughlin, Bobby Krlic | 4:25    |
|     |                                           |                                                                      |                                                                    | 36:47   |